# La Miséricorde de l'ancillaire
La Miséricorde de l'ancillaire (titre original : Ancillary Mercy) est un roman de science-fiction de l'écrivain américain Ann Leckie, publié en 2015 puis traduit en français et publié en 2016. Il s'agit du troisième roman de la trilogie de space opera, Les Chroniques du Radch, se déroulant dans l'univers Radchaai.

## Résumé
La Capitaine de flotte Breq Mianaaï a effectué beaucoup de modifications dans la gestion de la station Athoek, générant de nombreux conflits. La paix à peine revenue, après le décès d'une traducteur Presger et une tentative d'assassinat, on découvre la présence d'un ancillaire inconnu et d'un possible trafic de corps humains en suspension datant de l'annexion d'Athoek au Radch. L'arrivée d'une nouvelle traducteur Presger et celle, probable, d'Anaander Mianaaï, viennent compliquer la situation.

## Accueil critique et récompenses
La Miséricorde de l'ancillaire est très bien accueilli par la critique. Il remporte de plus le prix Locus du meilleur roman de science-fiction 2016 et il est également nommé au prix Hugo du meilleur roman 2016 ainsi qu'au prix Nebula du meilleur roman 2015.

## Éditions
- Ancillary Mercy, Orbit, 6 octobre 2015, 368 p.  (ISBN 978-0-316-24668-2)
- La Miséricorde de l'ancillaire, J'ai lu, coll. « Nouveaux Millénaires », 5 octobre 2016, trad. Patrick Marcel, 384 p.  (ISBN 978-2-290-11140-6)
- La Miséricorde de l'ancillaire, J'ai lu, coll. « Science-fiction » no 12166, 2 mai 2018, trad. Patrick Marcel, 381 p.  (ISBN 978-2-290-11145-1)
- La Miséricorde de l'ancillaire, dans le recueil Les Chroniques du Radch - Intégrale, J'ai lu, coll. « Science-fiction », 10 septembre 2025, trad. Patrick Marcel, 1 184 p.  (ISBN 978-2-290-42191-8)